# Filip (fill de Lisímac)
Filip (en llatí Philippus, en grec antic Φίλιππος), era un príncep de Tràcia, fill de Lisímac de Tràcia.
Va ser executat per orde de Ptolemeu Ceraune l'any 281 aC juntament amb el seu germà gran Lisímac. En parla l'historiador Justí.